# Kai Jensen (Biologe)
Kai Jensen (* 28. Januar 1965) ist deutscher Biologe und Professor für Angewandte Pflanzenökologie an der Universität Hamburg.

## Werdegang
Jensen absolvierte 1990 ein Biologiegrundstudium an der Universität Hamburg und erhielt sein Diplom 1995 an der Christian-Albrechts-Universität in Kiel. Zwischen 1995 und 2000 arbeitete er als Angestellter und später als freier Mitarbeiter im Planungsbüro des Kieler Instituts für Landschaftsökologie. 1999 promovierte er am Botanischen Institut und trat 2000 eine Stelle als wissenschaftlicher Mitarbeiter am Ökologie-Zentrum der Christian-Albrechts-Universität Kiel an. 2004 erhielt er eine Junior-Professur der Universität Hamburg und wurde dort 2010 als Professor für Angewandte Vegetationsökologie berufen. 2012 bis 2015 hatte er die Stellung des Geschäftsführenden Direktors des Biozentrums Klein Flottbek (heute: Institut für Pflanzenwissenschaften und Mikrobiologie) der Universität Hamburg inne. 2013 erhielt Kai Jensen den Hamburger Lehrpreis der Fakultät für Mathematik, Informatik und Naturwissenschaften der Universität Hamburg. Seit 2017 ist Jensen der Leiter des Fachbereichs Biologie der Universität Hamburg.

## Forschungsschwerpunkte
Kai Jensen forscht zur Ökologie tide-beeinflusster Marschen (Biotische Interaktionen und Biodiversität entlang marin-terrestrischer Übergänge), zu Ökosystemfunktionen (Rhizopshäre als „Hotspot“ mikrobieller Aktivität und des Abbaus organischer Substanz), zur Keimungs- und Ausbreitungsökologie (die Rolle von Keimungsansprüchen, Langlebigkeit und Ausbreitungsstrategien für Pflanzengemeinschaften in Feuchtgebieten), zur Populationsökologie von Pflanzenarten der Feuchtgebiete (genetische Differenzierung und ökophysiologische Anpassungen) sowie im Bereich der Angewandten Vegetationsökologie (Effekte von Landnutzung und Standortbedingungen auf pflanzliche Biodiversität; Implikationen für den Naturschutz).

## Auszeichnungen und Ehrungen
2012 erhielt Kai Jensen den Hamburger Lehrpreis der Fakultät für Mathematik, Informatik und Naturwissenschaften der Universität Hamburg.

## Mitgliedschaften
Kai Jensen ist Mitglied im Naturschutzrat Hamburg, im Stiftungsrat der Stiftung Ausgleich Altenwerder sowie im Stiftungsrat der Loki Schmidt Stiftung. Weiterhin ist er ‚chair‘ der trilateralen Expertengruppe zu Salzmarschen und Dünen des Wattenmeersekretariats.

## Publikationen (Auswahl)
- N. Lenzewski, P. Mueller, R. Meier, G. Liebsch, K. Jensen, K. Koop-Jakobsen: Dynamics of Oxygen and Carbon dioxide in rhizospheres of Lobelia dortmanna – A planar optode study of belowground gas exchange between plants and sediment. In: New Phytologist. 218, 2018, S. 131, doi:10.1111/nph.14973.
- A. H. Baldwin, K. Jensen, M. Schönfeldt: Warming increases plant biomass and reduces diversity across continents, latitudes, and species migration scenarios in experimental wetland communities. In: Global Change Biology. 20, 2014, S. 835–850.
- G. Engels, F. Rink, K. Jensen: Stress tolerance and biotic interactions determine plant zonation patterns in estuarine marshes during seedling emergence and early establishment. In: Journal of Ecology. 99, 2011, S. 277–287.
- K. Jensen, K. Gutekunst: Effects of litter on establishment of grassland plant species: the role of seed size and successional status. In: Basic and Applied Ecology. 4, 2003, S. 579–587.
- K. Schmidt, K. Jensen: Genetic structure and AFLP variation of remnant populations in the rare plant Pedicularis palustris (Scrophulariaceae) and its relation to population size and reproductive components. In: American Journal of Botany. 87, 2000, S. 678–689.